# Kemény Gábor (pedagógus)
Kemény Gábor, született Kohn Gábor (Szarvas, 1883. június 1. – Budapest, 1948. május 15.) Kossuth-díjas pedagógus és pedagógiai szakíró, szerkesztő, Kemény Katalin író, művészettörténész apja.

## Életútja
Izraelita családban született, Kohn József és Pollák Fáni gyermekeként. Felsőfokú tanulmányokat a kolozsvári egyetemen folytatott, ott szerzett középiskolai tanári oklevelet. 1908-ban Kisújszálláson házasságot kötött Kertész Arankával. 1912-13-ban Párizsban a Sorbonne-on tanult, francia középiskolák működését és Rousseau pedagógiáját tanulmányozta. Hazaérkezve tovább tanított a tordai unitárius gimnáziumban. 1918-ban az őszirózsás forradalom idején Torda-Aranyos vármegye főispánjává nevezték ki. A forradalmak után el kellett hagynia Erdélyt. Békéscsabán, majd Budapesten tanított. 1922-ben „bélistázták”, tanári állásba való visszahelyezésének kérelmét 1929-ben is elutasították. 1922-től főispáni nyugdíjából és az írásaiért kapott tiszteletdíjakból élt. Az 1920-as évek közepétől intenzív alkotói és szerkesztői tevékenységet fejtett ki. 1945 után a Pedagógusok Szabad Szakszervezete elnökévé választották és az Embernevelés c. szakfolyóiratot szerkesztette. A Vallás- és Közoktatásügyi Minisztérium nevelési főosztályát vezette (1946-47), majd az Országos Közoktatási Tanács alelnökeként működött.

## Munkássága
Érdeklődése több irányba mutatott, filozófiával, vallásfilozófiával, irodalomkritikával, művelődéstörténettel, pedagógiával és neveléstörténettel foglalkozott. Munkáiban a nevelői gondolkodás, a szociológiai és szociális szemlélet jellemezte. A Nagy László által képviselt gyermektanulmányi mozgalom nagy hatással volt rá. Szociális szemlélete pedig arra ösztönözte, hogy hozzászóljon közoktatás-politikai kérdésekhez, azon belül is az értékelés, a szelekció témaköréhez, bírálta a numerus clausus törvényt és a kultúrfölény elméletét. A középiskolai oktatást a szakműveltség elhanyagolása miatt bírálta. A pedagógia és a közoktatás demokratikus hagyományait ápolta azzal, hogy Tessedik Sámuel, Vajda Péter, Nagy László munkásságát tekintette példaképnek. Megindította a Nagy László könyvtár c. könyvsorozatot, jeles tudósok, köztük Nagy László pedagógus és gyermekpszichológus, Jancsó Elemér, Krammer Jenő kötetei jelentek meg a sorozatban. Helytelenítette az utódállamokban a magyar kisebbséget elnyomó politikát, a magyar nyelvű oktatás háttérbe szorítását. A környező országokban élő magyar pedagógusokkal összefogva egy Dunavölgyi Pedagógiai Szemle c. folyóirat kiadását tervezte.

## Kötetei (válogatás)
- A francia középiskolák szervezete / Kemény Gábor. Különlenyomat In: Keresztény Magvető, 1915. 24 p.
- Iskolai értékelés és kiválasztás : a kérdés társadalmi háttere - új értékelés Budapest : Merkantil-ny., 1934. 70 p. (Nagy László könyvtár 2.)
- Tessedik Sámuel élete és munkája. (Nádor Jenővel, 1936.)
- A magyar nemzetiségi kérdés lélektani feladatai / Kemény Gábor. Kecskemét : Első Kecskeméti Hírlapkiadó- és Nyomda, 1942. 31, [16] p.
- Egy magyar kultúrpedagógus : Nagy László életműve. Budapest : Merkantil-Ny, 1943. 239 p. (Nagy László Könyvtár. ; 9.)
- Kemény Gábor válogatott pedagógiai művei /szerk. Köte Sándor. Budapest : Tankönyvkiadó Vállalat, 1966. 412 p. (Neveléstörténeti Könyvtár.)
- Az egyszerűség útja : tanulmányok, visszaemlékezések / Kemény Gábor ; [bev. Kemény Katalin]. Budapest : Tankönyvkiadó, 1972. 227 p.
- Iskolázásunk szarvasi hagyományai / Kemény Gábor ; [vál., sajtó alá rend. és kísérő tanulmánnyal ell. Köte Sándor]. Békéscsaba : RFG : Békés M. Tcs. Műv. Oszt., 1985. 119 p. (Tessedik Sámuel, Vajda Péter munkásságáról).

## Díjak, elismerések
- Kossuth-díj (1948)